# Сенахид Халиловић
Сенахид Халиловић (Тухољ, Кладањ, 22. март 1958 — Сарајево, 24. април 2023) био је босанскохерцеговачки лингвиста. Студирао је у Београду, где је и докторирао 1990. Бавио се дијалектологијом и истраживао је источнобосански дијалект, као и херцеговачке говоре Понеретвља. Од 1980. до 2005. објавио је шест књига, двадесетак научних радова и педесетак стручних радова из подручја језичког саветништва. Служио се руским, немачким и енглеским језиком.

## Правопис бошњачког језика
Најпознатији је његов рад на стандардизацији бошњачког језика, у чему су најзначајнија дела: „Правопис босанскога језика“, „Босански језик“, као и „Граматика босанскога језика“ (један од три аутора). Пионирску улогу је одиграо „Правопис босанскога језика“, први правописни приручник чији је аутор Бошњак, који тежи постављању правописне одредбе за бошњачки стандардни језик и помагању у његовом разликовању од хрватског и српског језика.
Карактеристике овог правописа су еквидистанца спрам хрватског и српског у правописним и морфолошким прескрипцијама, као и изрази који се сматрају карактеристичним за бошњачку норму (озваничење фонема „х“ у неколико речи специфичних за говор Бошњака у неколико претходних векова: мехко, лахко, кахва, махрама, као и геминација у пресловљавању имена исламске провенијенције: Аллах, Мухаммед). Већина правила је илустрована текстовима из дела бошњачких писаца 20. века.

### Критике
Неки хрватски лингвисти за „Правопис босанскога језика“ сматрају да се ради о делу које следи „српскохрватски“ правопис из предратног доба, али такође мења одређен број правила због „систематског србизирања бошњачког језика у прошлости“, па је његово дело и покушај исправљања тог „насиља над језиком“ и повраткана углавном слободније нормиран израз босанскохерцеговачких и бошњачких писаца новијег доба с нагласком на предратне књижевнике (Мурадбеговић, Алић, Башагић, Мулабдић и други).
Део српских и хрватских лингвиста оспорава бошњачки језик а постоји и спор о имену јер се у бошњачком језику тај језик назива „босанским“ и бошњачки лингвисти сматрају да је то што се тај језик у српском и хрватском назива бошњачким непримерено. Критике начина стандардизације бошњачког језика публиковањем правописа, граматике и речника аргументовано долазе и од босанскохерцеговачког лингвисте Мидхата Риђановића.
Постоје ставови да ће вероватно Халиловићев „Правопис босанског језика“ означити почетак новијег бошњачког правописног стандарда, заједно са речником књижевника Исаковића и граматиком Халиловића, Џевада Јахића и Исмаила Палића.